# Lynn Compton
Lynn Davis „Buck“ Compton byl soudce kalifornského odvolacího soudu a vedoucí žalobce v případu Sirhana Sirhana, vraha Roberta F. Kennedyho. Předtím, mezi lety 1946 a 1951 sloužil jako policista v Los Angeles, během 2. světové války byl důstojníkem Easy Company z 2. praporu 506. parašutistického pěchotního pluku 101. výsadkové divize armády Spojených států amerických. Osudy této roty, a tudíž také samotného nadporučíka Comptona, byly vyobrazeny v miniseriálu HBO zvaném Bratrstvo neohrožených, kde jej hrál Neal McDonough.

## Mládí
Compton byl hvězdným sportovcem na University of California, Los Angeles (UCLA), v jejíž barvách se stal jedním z nejlepších univerzitních baseballových chytačů v roce 1942. Jedním z jeho spoluhráčů na univerzitě byl legendární Jackie Robinson. Compton vynikal v tělesné výchově, jeho vedlejším oborem byla pedagogika. V roce 1940 se stal členem studentského klubu Fí Kappa Psí. 1. ledna 1943 hrál společně s týmem UCLA v legendárním utkání Rose Bowl.

## Vojenská služba
Na univerzitě se Compton zúčastnil důstojnického výcviku pod vedením velitele kadetů Johna K. Singlauba. V prosinci 1943 se pak připojil k americké armádě, která ho přidělila pod Easy Company, která byla částí 2. praporu 506. parašutistického pěchotního pluku 101. výsadkové divize Spojených států amerických, krátce před počátkem Operace Overlord v Normandii. Při útoku na Brécourt Manor patřil do skupiny, která pod vedením poručíka Richarda Winterse přepadla německou baterii o čtyřech 105milimetrových houfnicích pálících na Utah Beach, které i s posádkou baterie zničila. Za tuto akci byl Compton vyznamenán Stříbrnou hvězdou. Akce je vyobrazena ve druhé epizodě miniseriálu Bratrstvo neohrožených.
V roce 1944 byl Compton střelen do zadnice při Operaci Market Garden, neúspěšném pokusu spojenců o obsazení četných mostů v Nizozemsku a překročení řeky Rýn do Německa. Po částečném zotavení se vrátil k Easy Company a bojoval v zimní Bitvě v Ardenách. V lednu 1945 Compton opustil Easy Company.Byl stažen z boje kvůli omrzlé noze, následně došlo k přesunu Comptona mimo bojiště kvůli bojové únavě, poté, co viděl dva ze svých blízkých přátel, seržanta Josepha Toye a seržanta Williama Guarnera, jak oba přišli o svou pravou nohu při dělostřeleckém útoku.

## Vyznamenání
Compton získal za své hrdinské činy ve válce Stříbrnou hvězdu, Purpurové srdce, Presidential Unit Citation, a další vyznamenání, mezi které patří Medaile za službu v obraně Spojených států, Medaili za účast v kampani v Evropě, Africe a na Středním východě, Medaili za vítězství ve 2. světové válce, Válečný kříž, Medaili za osvobození Francie, Odznak bojové pěchoty a Parašutistický odznak se dvěma bronzovými hvězdami za seskoky.

## Poválečné období
V roce 1946 získal Compton nabídku na angažmá v nižší baseballové lize, kterou odmítl, aby se mohl soustředit na právnickou kariéru. V říjnu 1947 se oženil s Donnou Newman, se kterou měl dvě adoptované děti. V Los Angeles navštěvoval právnickou školu Loyola Law School, v roce 1946 začal pracovat pro policii, kde se stal detektivem divize vyšetřovací vloupání do domů. Roku 1951 opustil policii a stal se jedním z náměstků okresního prokurátora. O 13 let později byl povýšen na hlavního zástupce okresního prokurátora.
Právě v období, které strávil jako prokurátor, se mu podařilo dostat za mříže Sirhana Sirhana usvědčeného za vraždu Roberta F. Kennedyho. V roce 1970 jej tehdejší guvernér Ronald Reagan jmenoval přísedícím u kalifornského odvolacího soudu. Do důchodu odešel v roce 1990 a od té doby až do své smrti sídlil ve státě Washington.
Comptonovy vzpomínky, vydané v knize Call of Duty a sepsané za pomoci Marcuse Brothertona, byly vydány v květnu 2008 nakladatelství Berkeley Publishing. V lednu 2012 se konala oslava Comptonových 90. narozenin, na které mezi 200 hosty nechyběli herci ze seriálu Bratrstvo neohrožených, Michael Cudlitz, James Madio, Richard Speight, Jr., ani Neal McDonough, který v seriálu hrál právě Comptona. Compton a McDonough se při natáčení seriálu seznámili a zůstali i nadále v kontaktu. Hercův syn Morgan získal na počest Comptona přezdívku „Malý Buck“.
V lednu 2012 Compton prodělal infarkt a o měsíc později, 25. února 2012 skonal v domě své dcery v Burlingtonu, ve státě Washington. Jeho žena Donna zemřela roku 1994, Compton po sobě zanechal dvě dcery a čtyři vnoučata.